# Dasyuromorphia
Dasyuromorphia este un ordin de marsupiale carnivore, ce cuprinde și faimosul diavol tasmanian. Acest ordin conține 3 familii: Dasyuridae; Myrmecobiidae; Thylacinidae.

## Caractere generale
Mărimea și greutatea acestor marsupiale variază de la câteva sute de grame la 10 kg (diavolul tasmanian). Sunt carnivore, hrănindu-se cu insecte sau cu vertebrate mici. 

## Clasificare
- Dasyuridae
- Myrmecobiidae
- Thylacinidae